# اليونانية الأيونية
اليونانية الأيُونِيَّة كانت لهجة فرعية من مجموعة اللهجة الأيونية - الأتيكية أو الشرقية للغة اليونانية القديمة (انظر اللهجات اليونانية).

## التاريخ
يبدو أن اللهجة الأيُونِيَّة قد انتشرت في الأصل من البر اليوناني عبر بحر إيجة في وقت الغزوات الدوريونية، حوالي القرن الحادي عشر قبل الميلاد.